# لبحيرة (أولاد دليم)
لبحيرة هي إحدى مشيخات المملكة المغربية، تتبع جغرافيا لعمالة مراكش وإداريًا لأولاد دليم. يقدر عدد سكانها بـ 3295 نسمة حسب الإحصاء الرسمي للسكان والسكنى لسنة 2004.